# 최정식
최정식(1956년 2월 24일 ~ 현재)은 정치인을 활동하였던 대한민국의 배우이다. 광성고등학교를 졸업하고, 경찰신문 21 편집위원과, 1988년 영화 데뷔작으로 활동했다. 그 후 텔레비전 드라마 활동을 시작하면서 흥행찬 하루를 보냈다. 현직은 녹십초그룹 홍보대사로 활동했다.

## 출연 작품

### 영화
- 2006년 《로망스》- 이 의원 역
- 1998년 《투캅스 3》- 호텔 남 역
- 1997년 《나쁜 영화》- 단란 손님 역
- 1987년 《독불장군》

### TV 드라마
- 2009년 KBS2《수상한삼형제》
- 2005년 SBS 《서동요》
- 2004년 KBS1 《그대는 별》
- 2004년 MBC 《영웅시대》
- 2004년 KBS1 《이것이인생이다》
- 2002년 SBS 《야인시대》
- 2002년 KBS2 《장희빈》
- 2001년 MBC 《타임머신》
- 1999년 MBC 《왕초》
- 1996년 KBS1 《긴급구조 119》
- 1995년 MBC 《경찰청 사람들》

## 역대 선거 결과
|  | 17.64% |

|  | 53.49% |